# Cuaespinós de Zimmer
El cuaespinós de Zimmer (Synallaxis zimmeri) és una espècie d'ocell de la família dels furnàrids (Furnariidae).

## Hàbitat i distribució
Habita zones d'estepes arbustives i boscos poc densos al vessant occidental dels Andes, al nord-est de Colòmbia.